# Majłuu-Suu
Majłuu-Suu (kirg. Майлуу-Суу; ros. Майлуу-Суу) – miasto górskie i przemysłowe w zachodnim Kirgistanie, w obwodzie dżalalabadzkim, na przedgórzu Gór Fergańskich. W 2009 roku liczyło ok. 17 tys. mieszkańców.
Miejscowość otrzymała prawa miejskie w 1956 roku.
Miasto zostało zbudowane obok największej w Kirgistanie kopalni uranu (3,4 tys. ton U3O8).
Wydobycia uranu zaprzestano w 1968; kopalnię zburzono przez eksplozje. W mieście istnieją 23 składowiska zawierające w sumie 1,9 mln metrów sześciennych odpadów uranu; składowiska te znajdują się w wąwozach górskich zatamowanych przez groble. Składowiska odpadów radioaktywnych są narażone na osuwiska. W 1958 ze składowiska nr 7 do rzeki wylało się 600 tys. metrów sześciennych radioaktywnej pulpy; radioaktywna powódź błotna przeszła kilkadziesiąt kilometrów w dół rzeki; były ofiary w ludziach. Głównym problemem stało się skażenie radioaktywne rozległych terenów używanych do uprawy ryżu. W 1994 osuwisko spowodowało wyciek 1 tys. metrów sześciennych radioaktywnej pulpy i skażenie kilkudziesięciu kilometrów kwadratowych terenu.

## Demografia
Populacja miasta wynosiła (według wyników spisów ludności):
- 1970 – 22 531
- 1979 – 27 337
- 1989 – 32 173
- 1999 – 23 239
- 2009 – 16 953

Spadek wartości populacji miasta w okresie 1999-2009 był spowodowany głównie przez to, że w 2003 roku z miasta wyodrębniono jedno osiedle typu miejskiego oraz trzy inne osiedla zaliczane do obszarów wiejskich; wszystkie te osiedla pozostawiono w obrębie terenu administrowanego przez radę miejską Majłuu-Suu. Sumaryczna ludność terenu administrowanego przez radę miejską wynosiła 22 853 (według wyników spisu 2009).